# Ochrilidia alshatiensis
Ochrilidia alshatiensis är en insektsart som beskrevs av Usmani och Ajaili 1991. Ochrilidia alshatiensis ingår i släktet Ochrilidia och familjen gräshoppor. Inga underarter finns listade i Catalogue of Life.